# Jo Duffy
Pour les articles homonymes, voir Duffy.
Mary Jo Duffy (née le 9 février 1954) est une scénariste américaine de comic books, connue pour ses créations chez Marvel Comics dans les années 1980 et pour DC Comics et Image Comics dans les années 1990.

## Biographie
Née à New York, Duffy fait ses études au Wellesley College. Au milieu des années 1970, plusieurs de ses lettres sont publiées dans le courrier des lecteurs de comic books (letter columns (en)),. Elle fait une brève apparition en tant que personnage de comic book (réclamant un autographe) dans Iron Man #103 (en octobre 1977). En tant qu'auteure, sa signature figure pour la première fois dans The Defenders #61 en juillet 1978.
En tant que scénariste pour Marvel, elle écrit des aventures de Conan le Barbare, Star Wars (en), Fallen Angels (en), Power Man and Iron Fist, Star Wars, Wolverine ; elle rédige aussi une biographie de saint François d'Assise : Francis, Brother of the Universe. Son passage comme scénariste sur Power Man and Iron Fist est le plus long et le plus apprécié de toute la série et les critiques remarquent son style enjoué et amusant à une époque où Marvel favorise au contraire les intrigues sombres et sérieuses.
Dans les années 1990, Duffy exerce pour d'autres éditeurs, notamment DC Comics : elle écrit les quatorze premiers numéros de Catwoman. Pour Image Comics, sous la direction d'Extreme Studios de Rob Liefeld, elle scénarise chacun des premiers épisodes de Glory) entre mars 1995 et avril 1996. Liefeld ayant quitté Image Comics pour Maximum Press, c'est cette société publie les six derniers numéros écrits par Duffy.
Au début des années 2000, Duffy coécrit avec Kurt Busiek le dernier numéro de la série régulière des Défenseurs puis les six numéros de la suite, la mini-série The Order. En parallèle, elle travaille dans une entreprise de prestations financières à Lower Manhattan, où ses fonctions portent sur l'organisation des réunions, le rédactionnel, la relecture et le packaging éditorial d'un comic book publié par cette même société. Entre 2003 et 2006, elle écrit également l'adaptation en anglais du script de Naruto pour Viz Media.
Elle devient ensuite agent d'accueil à l'United States Immigration and Customs Enforcement de New York et se retire du milieu de l'édition. À plusieurs reprises, sur son compte Facebook, elle annonce qu'elle a fondé une nouvelle société avec Armin Armadillo pour auto-publier ses ouvrages. Néanmoins, en 2013, celle-ci est répertoriée comme inactive.
Lors du Comic-Con 2024, elle reçoit le prix Bill-Finger pour l'ensemble de son œuvre scénaristique.

## Publications

### Aria Press
- A Distant Soil #2, 9 (1992, 1994)

### Beyond
- Writer's Block 2003 (2003)

### Blue Sky Blue
- Nestrobber #1 (1992)

### Claypool Comics
- Elvira: Mistress of the Dark #1–6, 111 (1993, 2002)

### Dark Horse Comics
- Dark Horse Presents #56, 58, 67–69 (1991–1993)

### DC Comics
- 9-11: The World's Finest Comic Book Writers & Artists Tell Stories to Remember, Volume Two (2002)
- Batman #413 (1987)
- Batman Black and White #4 (1996)
- Catwoman #1–14 (1993–1994)
- Detective Comics #582 (1988)

### Eclipse Comics
- Night Music #3 (1985)

### Image Comics
- Bloodpool #2, Special #1 (1995–1996)
- Glory #1–15, #0 (1995–1996)
- Glory/Celestine: Dark Angel #1 (1996)

### Marvel Comics
- Akira #1–37 (1988–1996)
- The Amazing Spider-Man #278 (1986)
- Bizarre Adventures #27–28 (1981)
- Chuck Norris: Karate Kommandos #1–3 (1987)
- Classic X-Men #18, 20 (backup stories) (1988)
- Conan the Barbarian #146 (1983)
- Daredevil #157 (1979)
- Defenders #69 (1979)
- Defenders vol. 2 #12 (with Kurt Busiek) (2002)
- Doom 2099 #25 (1995)
- Epic Illustrated #18–19, 21, 25, 30 (1983–1985)
- Fallen Angels #1–8 (1987)
- Francis, Brother of the Universe #1 (1980)
- Heroes for Hope Starring the X-Men #1 (1985)
- The Incredible Hulk Annual #11 (backup story) (1982)
- Kickers, Inc. #3 (with Tom DeFalco) (1987)
- Marvel Comics Presents #14, 42, 56, 80 (1989–1991)
- Marvel Fanfare #10–11, 14, 38, 50 (1983–1990)
- Marvel Graphic Novel: The Punisher Assassins' Guild (1989)
- Marvel Graphic Novel: Willow (1988)
- Marvel Super-Heroes vol. 2 #5–6 (avec Steve Ditko) (1991)
- Marvel Team-Up #125 (Doctor Strange and the Scarlet Witch) (1983)
- Marvel Treasury Edition #24 (Hercules backup story), #26 (Hercules and Wolverine backup story) (1980)
- Marvel Two-in-One #49 (The Thing and Doctor Strange) (1979)
- Memories one-shot (English adaptation) (1992)
- Moon Knight vol. 2 #5 (1985)
- The Order #1–6 (with Kurt Busiek) (2002)
- Power Man and Iron Fist #56–84 (1979–1982)
- The Saga of Crystar, Crystal Warrior #1–11 (1983–1985)
- Savage Sword of Conan #83 (1982)
- Speedball #3, 5–10 (1988–1989)
- Star Wars #24, 70–77, 79–82, 85, 87–88, 90–97, 99–107, Annual #3 (1979–1986)
- Uncanny X-Men Annual #8 (with Chris Claremont) (1984)
- What If...? #27 (X-Men), #34 (1981–1982)
- Wolverine vol. 2 #25–30 (1990)
- X-Factor Annual #2 (1987)

### Maximum Press
- Glory #17–22 (1996–1997)
- Glory/Celestine: Dark Angel #3 (1996)

### Viz Media
- Naruto #1–10 (English adaptation) (2003–2006)

### WaRP Graphics
- Elfquest #21 (text article) (1985)